# Nakhon Pathom
Nakhon Pathom là một thành phố (theseban nakhon), thủ phủ của tỉnh Nakhon Pathom, Thái Lan. Thành phố Nakhon Pathom có diện tích km2, dân số năm 2006 là: 84.565 người. Công trình nổi bật nhất tại thành phố này là Phra Pathom Chedi.
Nakhon Pathom là nơi có khu trường sở của Đại học Silpakorn bên trong Cung Sanam Chandra.

## Hình ảnh

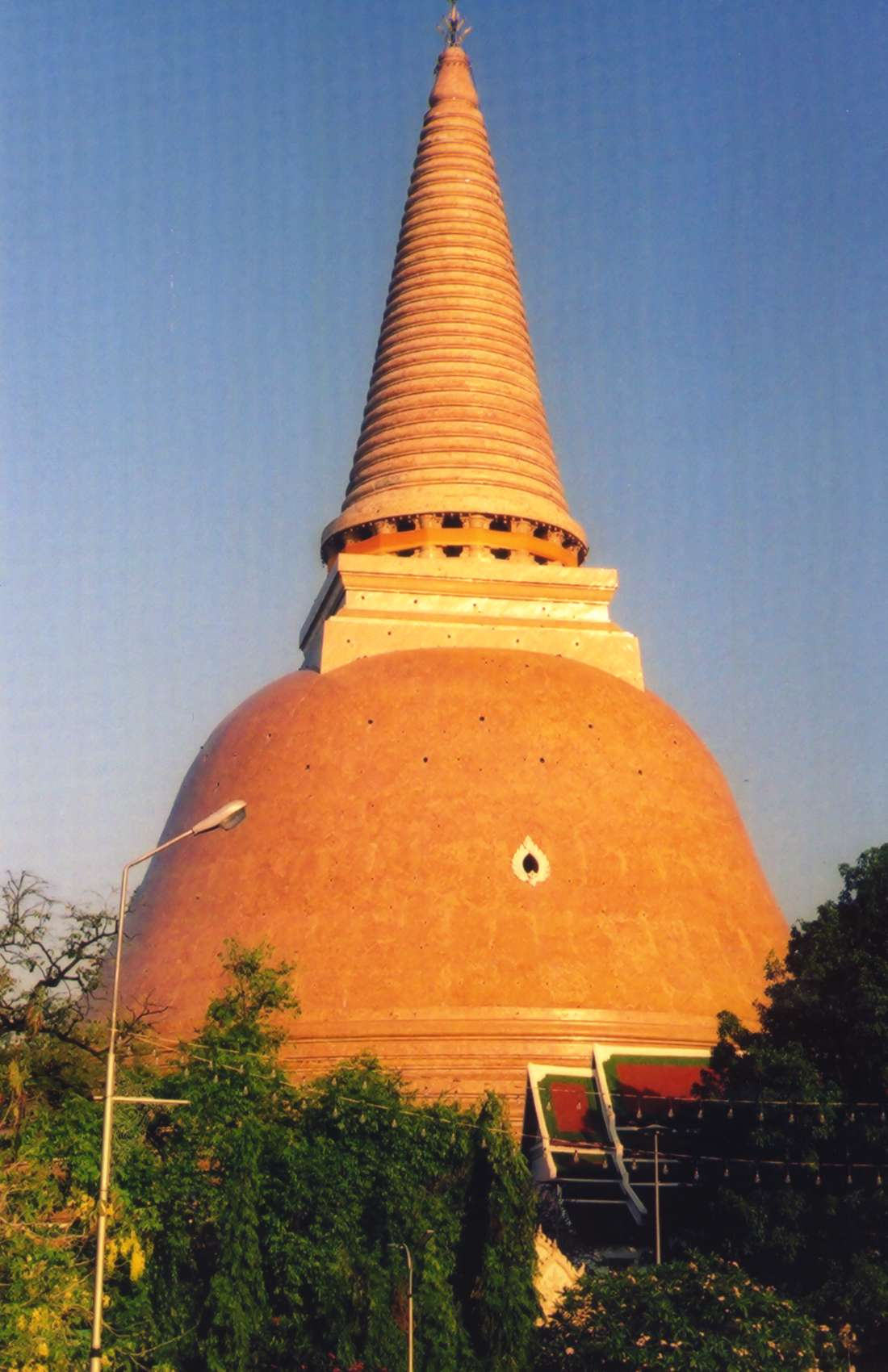
Phra Pathommachedi
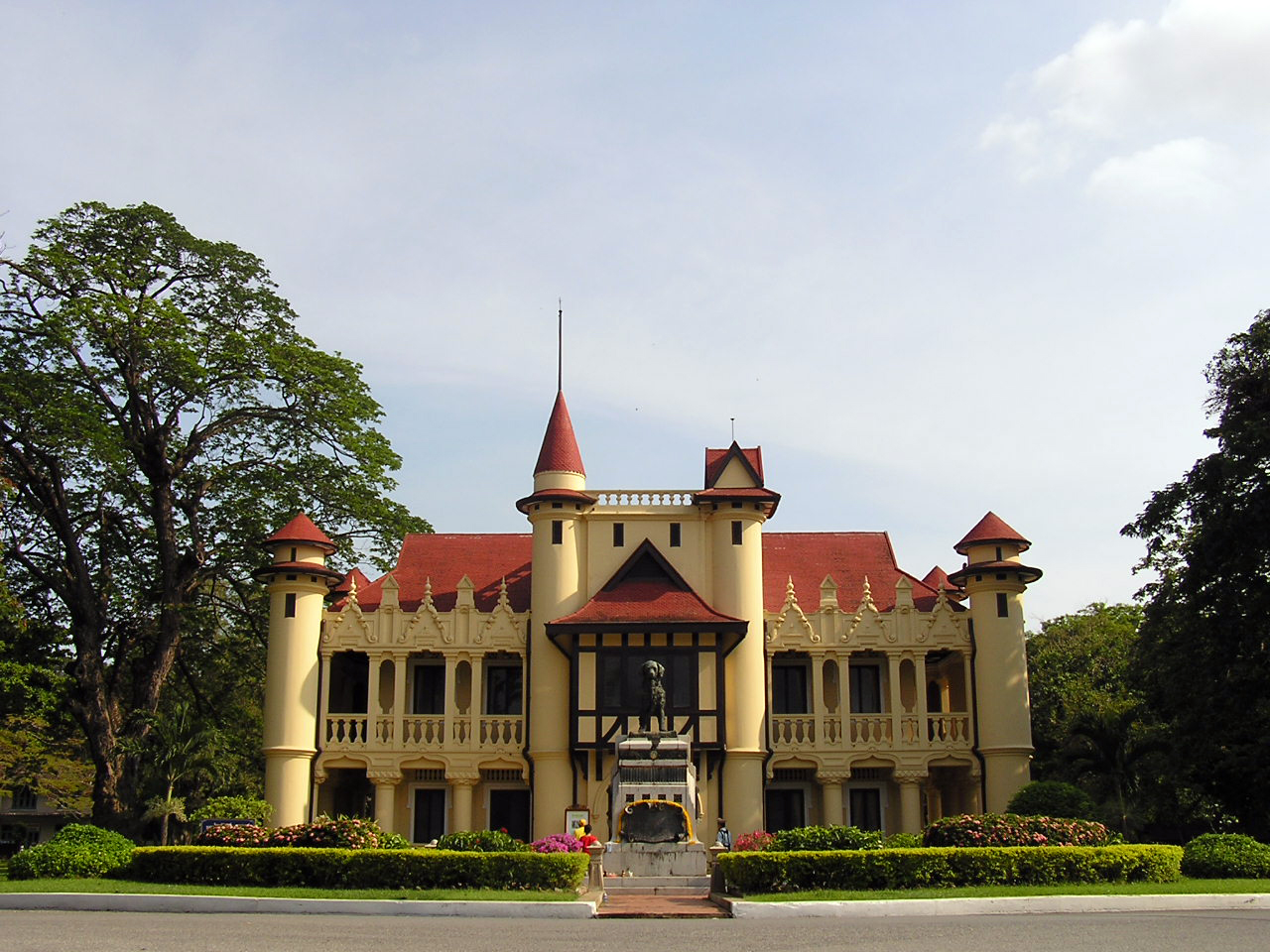
Cung Sanam Chandra
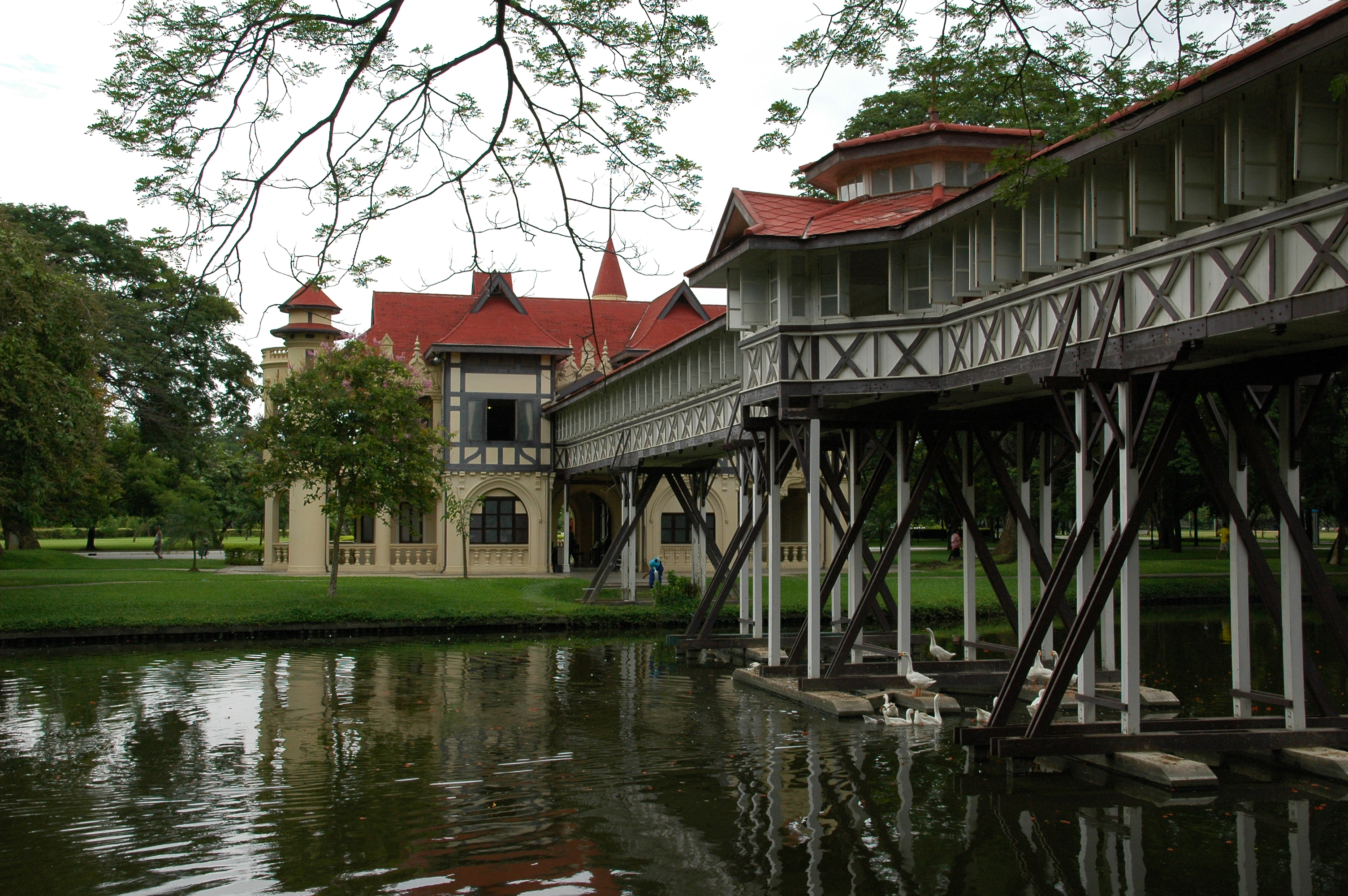
Cung Sanam Chandra
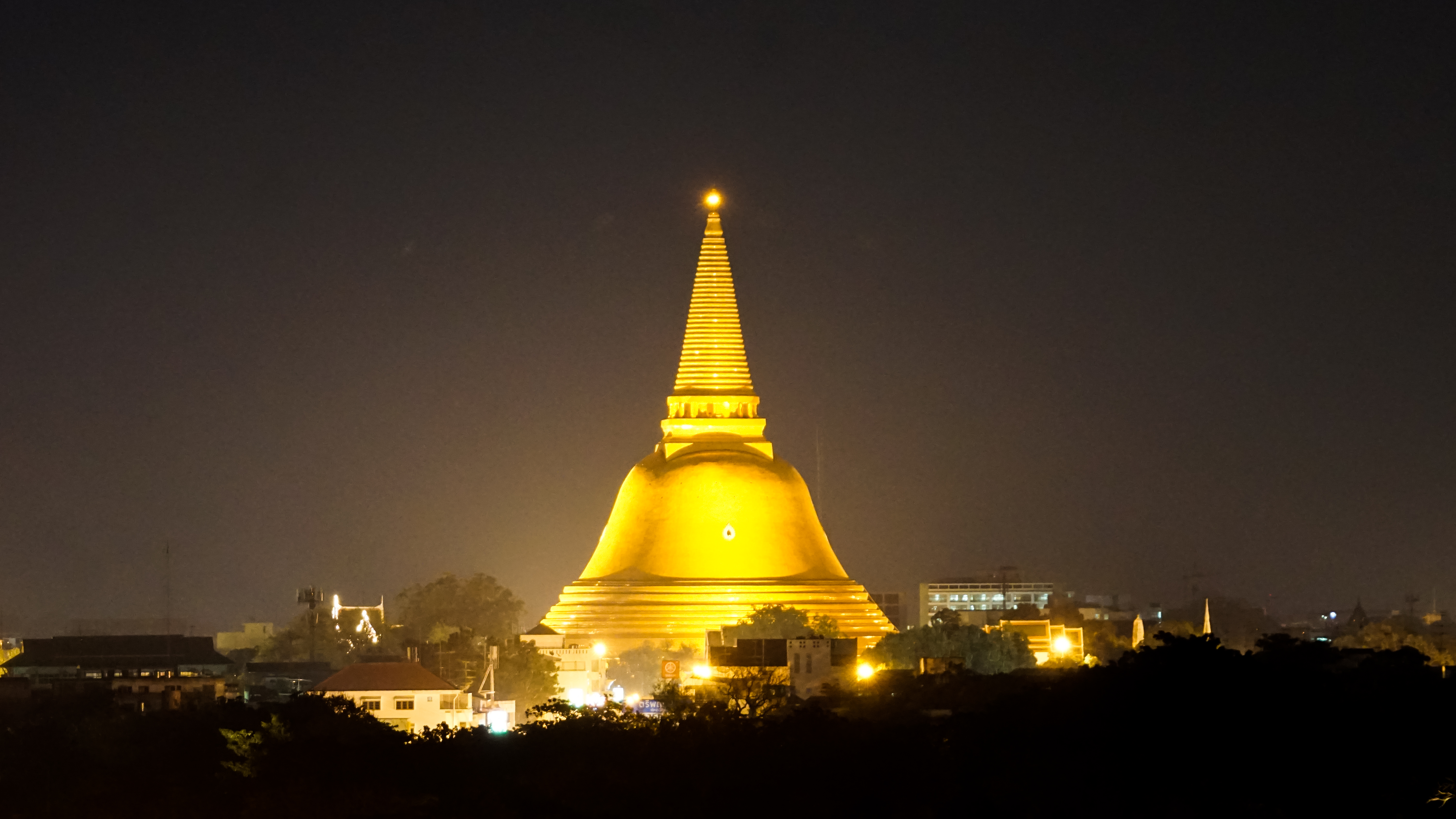
Phra Pathommachedi